# Parshad Esmaeili
Parshad Esmaeili (* 1997 in Darmstadt) ist eine deutsche Entertainerin und Stand-up-Comedienne.

## Leben und Wirken
Esmaeili, deren Mutter aus dem Iran stammt, wuchs im südhessischen Groß-Zimmern auf. Während ihrer Schulzeit erhielt sie das START-Stipendium für „motivierte Jugendliche mit Einwanderungsgeschichte“ der Hertie-Stiftung. Nach dem Abitur studierte sie Politikwissenschaft und Publizistik an der Johannes Gutenberg-Universität Mainz, brach das Studium nach einem Burn-out jedoch ab. Ein zweites Studium, Online-Journalismus an der Hochschule Darmstadt, beendete sie ebenfalls vorzeitig.
Noch während des Studiums begann Esmaeili beim Hörfunksender Planet Radio zu arbeiten. Dort moderierte sie ihre eigene Sendung, PUSH – Parshi’s Urban Shit, bei der sie wöchentlich Deutschrap und Hip-Hop präsentierte. Gleichzeitig trat sie mit eigenen Texten bei diversen Open-Mic-Bühnen auf und baute mit ihren Comedyprogrammen in den Sozialen Medien Reichweite auf. 2020 wurde sie von der Komikerin Enissa Amani unter Vertrag genommen. Im selben Jahr erhielt Esmaeili den Deutschen Radiopreis in der Kategorie Beste Comedy für das Format Frag Parshi. Außerdem ging sie mit der Show FML (Fuck My Life) auf Tour und startete 2021 den Podcast Frühlife-Crisis.
Esmaeili arbeitet mit dem ZDF und dem Online-Content-Netzwerk Funk zusammen. Ihr YouTube-Kanal, auf dem sie regelmäßig Sketches veröffentlicht, ist Teil von Funk. Im Format Kreuzverhör interviewte sie 2022 Christian Lindner und Lars Klingbeil. Sie gehört zudem zum Ensemble des ZDF Magazin Royale mit Jan Böhmermann. Bei der Stand-up-Mix-Show Funny Bones von Carolin Kebekus wirkte sie 2023 mit. Mittlerweile arbeitet sie mit Marc Augustat am Podcast Phänomenal Paranormal, wo sie zusammen mit Marc über die unterschiedlichsten Geister Geschichten aus aller Welt spricht. (Stand 2024) 

## Auszeichnungen
- 2023: CIVIS – Europas Medienpreis für Integration für die Folge Die Angst nach dem Anschlag in Hanau: Parshad über Wut des Podcasts Unter Almans – Migrantische Geschichte(n)[10]
- 2020: Deutscher Radiopreis in der Kategorie Beste Comedy für das Format Frag Parshi[11]